# Mark Tungate
Mark Tungate (1967 - ) est un journaliste britannique.
Il vit aujourd'hui à Montélimar. Il est l'auteur de nombreux livres sur le marketing et les médias. Il est chroniqueur au journal Stratégies.

### Ouvrages
- Adland: A Global History of Advertising(Kogan Pages)
- Fashion Brands (Kogan Pages)
- Media Monoliths (Kogan Pages)
- Fifty: The Amazing World of Renzo Rosso and Diesel
- Branded Male (Kogan Pages)

### Presse
- Mark Tungate, « La beauté a-t-elle besoin d'icônes ? », L'Express Styles, no 3173,‎ 25 avril 2012, p. 72 à 73 (ISSN 0014-5270)